# Porta Aurea (Milano)
Porta Aurea (lat. Porta Aurea o Porta Nova) era una delle aperture stradali ricavate nella cinta muraria romana della città di Mediolanum, l'odierna Milano. Fu demolita durante l'assedio di Milano del 1162.

## Storia

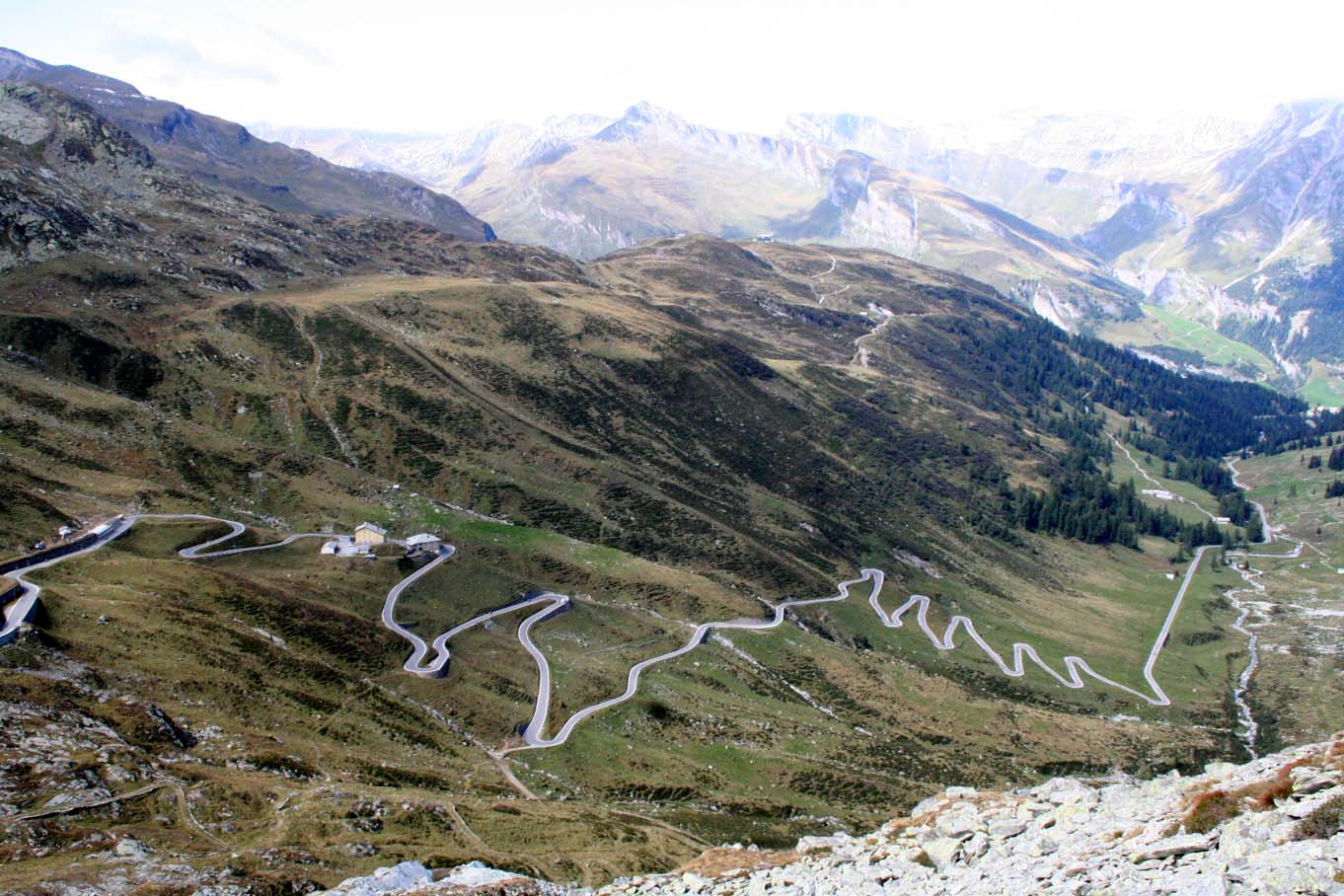
Il passo dello Spluga, che era chiamato dagli antichi Romani Cunus Aureus

Costruita durante il periodo imperiale dell'epoca romana, era ricavata nella cinta delle mura romane di Milano. Venne fatta erigere lungo il "nuovo" perimetro di mura (da cui uno dei nomi con cui era conosciuta la porta), frutto dell'estensione della cinta muraria verso nord est, che venne realizzata dopo il 291 su volere dell'imperatore Massimiano in seguito alla crescita urbanistica e all'elevazione di Mediolanum a capitale dell'Impero romano d'Occidente.
Il nome della porta deriva dal fatto che da questo varco cittadino usciva la via Spluga, strada che era chiamata anche via Aurea perché conduceva al passo dello Spluga, il cui nome latino è Cunus Aureus: ("punto d'oro") perché in questo periodo storico, lungo l'arco alpino compreso tra il versante ligure e il fiume Ticino, si estraeva l'oro in miniere ricavate nei massicci montuosi, che erano spesso costituite da grotte e caverne naturali.
La Porta Aurea fu demolita, insieme alle mura e alle altre porte romane, durante l'assedio di Milano del 1162, che fu opera di Federico Barbarossa. Altre importanti azioni di guerra a cui partecipò la porta furono l'assedio di Milano del 402, l'assedio di Milano del 452 e l'assedio di Milano del 538-539.

## Descrizione
Come per Porta Orientale, di cui rappresentava uno "spostamento" verso est, anche da Porta Aurea dipartiva verso oriente la via Gallica, che collegava Gradum (Grado) con Augusta Taurinorum (Torino). Da Porta Nuova uscivano anche la via Mediolanum-Brixia, che collegava Mediolanum con Brixia (Brescia) passando anche da Cassianum (Cassano d'Adda) e, come già accennato, la via Spluga, il cui percorso si sviluppava da Mediolanum e il passo dello Spluga. Poco fuori da Porta Aurea, oltre le mura cittadine, era presente uno dei quattro castelli difensivi di Mediolanum, il Castrum Portae Novae.
Porta Aurea si trovava nella parte terminale del cardo verso nord-est, prolungato verso oriente contestualmente alla crescita del centro abitato di Mediolanum, che fu la causa della costruzione del nuovo tratto di mura difensive dove si trovava Porta Aurea.
Da Porta Aurea il cardo di Mediolanum conduceva all'altro lato delle mura cittadine dov'era presente, diametralmente opposta a Porta Aurea, Porta Ticinese. Porta Aurea era situata, considerando l'urbanistica della Milano odierna, dove ora è presente l'incrocio tra le moderne via Manzoni e via Monte Napoleone.

## Mappa

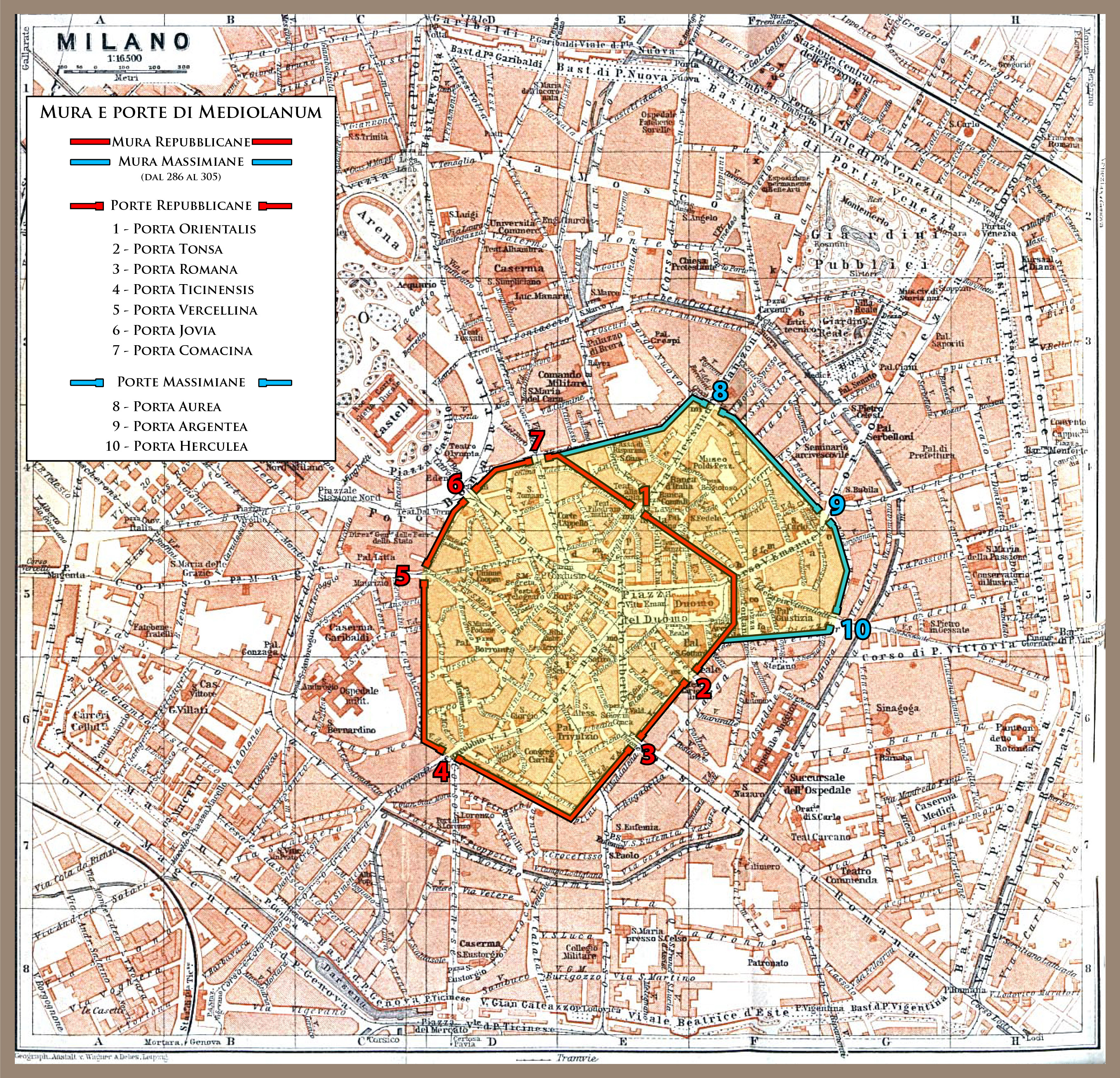
Il tracciato delle mura romane di Milano, con relative porte, riportato su una mappa moderna di Milano. In rosso il tracciato delle mura repubblicane, in azzurro quello della loro estensione realizzata in epoca massimiana